# Eminenz
Eminenz est un groupe allemand de black et death metal, originaire d'Annaberg-Buchholz.

## Histoire
En 1998, Eminenz signe avec le label discographique Last Episode. Le membre original Iten quitte le groupe et est remplacé par Heretic. En 2000, le quatrième album The Blackest Dimension sort. Le groupe fait ensuite une pause et ne donne plus que des concerts isolés jusqu'en 2006, notamment en première partie de Rotting Christ. 
En 2009, le best-of Two Decades of Blasphemy sort en auto-édition. L'album sort en digipack A5 et est limité à 500 exemplaires. En 2011, l'album Nemesis Nocturna sort, également en auto-édition.

## Style et importance
Bien qu'Eminenz, avec son mélange de black, thrash et death metal, se rattache plutôt à ce dernier genre musical, le groupe est considéré comme un précurseur de la scène black metal allemande, notamment grâce à son rôle de première partie de Mayhem en 1990 (à l'époque, le groupe se rattachait plutôt au thrash metal) et en 1998 lors de sa première apparition après la reformation du groupe,. Le groupe lui-même qualifie son style au choix de black metal ou attache de l'importance à la désignation death metal. Leur premier album est qualifié par metalmessage de « black metal profond et haineux », leur troisième album Anti-Genesis dans Nordic Vision de pathétique, peu original et trop axé sur le clavier ; selon le groupe, la prédominance du clavier dans le son est « due à une petite erreur lors du mixage et de la numérisation du disque ». Dans sa critique de Diabolical Warfare parue dans le Metal Hammer allemand, Tom Lubowski souligne que l'album, « [formé] à l'intersection du black, du death et du thrash metal [...] ne correspond certes de loin pas aux idées courantes du black metal actuel », mais que « combiné, il est au moins aussi sombre et plein de haine ».

## Discographie

### Albums studio
- 1994 : Exorial (Lethal Records)
- 1996 : The Heretic (Lethal Records)
- 1998 : Anti-Genesis (On the 8th Day I Destroy Godcreation) (Last Episode)
- 2000 : The Blackest Dimension (Last Episode)
- 2007 : Eminenz (Miriquidi Productions)
- 2010 : Two Decades of Blasphemy (2CD)
- 2011 : Nemesis Noctura
- 2021 : Diabolical Warfare (Northern Silence Productions)

### Démos
- 1990 : Slayer of My Daughter
- 1991 : Necronomicon Exmortis
- 1992 : Ghost
- 1992 : Preacher of Darkness
- 2001 : Death Fall (Kompilation im CD-Format)